# Sheikr Al-Shabani
Sheikr Al-Shabani (arab. ‏شقير الشاباني‎, ur. 5 stycznia 1950) – saudyjski lekkoatleta, średniodystansowiec.
Brał udział w biegu na 1500 metrów na Letnich Igrzyskach Olimpijskich 1976.